# Thomas Agro
Thomas Agro (* 1931 in New York City; † 1987 ebenda), auch als „Tommy A“, „T.A.“, „Tipp“ und „Thomas Ambrosiano“ bekannt, war ein US-amerikanischer Mobster aus New York, welcher der Gambino-Familie angehörte und vor allem in Florida tätig war.

## Mobster
Nach Angaben des FBI war Agro ein kleiner, gedrungener und eleganter Mann, der süchtig nach Lithium war. Er soll zu unkontrollierten Gewaltausbrüchen geneigt und Freude daran empfunden haben, seine Opfer langsam zu Tode zu foltern. Dabei soll er sich einer scharfen Schere bedient haben.
Zwischen 1975 und 1976 wurde Agro zum Voll-Mitglied der Mafia gemacht (am. Mafia-Slang: „made man“). Er wurde in die Gambino-Familie aufgenommen und hatte „Joe“ N. Gallo, den Consigliere der Familie als Freund und Mentor. Agro war Teil der Crew um Joseph Armone, einem Mafia-Mitglied, welches dem umstrittenen Boss Paul Castellano treu ergeben war.
Agro schaffte es zwar nie innerhalb der Hierarchie weiter aufzusteigen, unterhielt jedoch eine privilegierte Beziehung zum Boss Castellano. Er saß eine Zeitlang im Gefängnis wegen illegalem Glücksspiels als Buchmacher und war ab 1976 zwischen New York und dem Palm Beach County in Florida tätig.

## Beziehung zu Joseph Ianuzzi
In Florida setzte Agro den Mobster Joseph Iannuzzi als seinen Stellvertreter ein. Dieser war in den Bereichen Schutzgelderpressung, Kreditwuchergeschäft und gelegentlichen Einbrüchen und Raubüberfällen tätig. Aufgrund von zahlreichen Besuchen bei Windhundrennen erhielt Iannuzzi den Spitznamen „Joe Dogs“. Iannuzzi kümmerte sich um Joe N. Gallo, wenn dieser Florida besuchte.
Im Jahre 1980 begann ein Konflikt zwischen Iannuzzi und Agro. Grund dafür war, dass Iannuzzi Agro nicht mehr regelmäßig an seinem Gewinn beteiligte. Am 19. Januar 1981 misshandelte Agro Iannuzzi mit einem Baseballschläger in einer Pizzeria auf Singer Island (auf der Atlantikseite des Palm Beach County von Florida) schwer.
Daraufhin beschloss Iannuzzi, mit dem FBI zusammenzuarbeiten. Die folgenden Ermittlungen nannte das FBI „Operation Home Run“ – eine Anspielung auf die Misshandlung mit dem Baseballschläger.
Das FBI beschaffte Iannuzzi Geld und Iannuzzi zahlte Agro aus. Dieser verzieh Iannuzzi und sprach ihm wieder sein Vertrauen aus. Iannuzzi nahm heimlich Gespräche mit Agro mittels versteckter Mikrofone auf. In einem dieser aufgezeichneten Gespräche erzählte Agro Inannuzzi, dass er die Attacke mit dem Baseballschläger nur überstanden habe, weil die Ehefrau des Pizzeriabesitzers zufällig den Raum betreten habe. In einem Gespräch hatte Agro angeblich die Morde an den Lucchese-Assoziierten Anthony DeSimone und Thomas DeSimone gestanden. Da dieses angebliche Gespräch jedoch nie aufgezeichnet wurde, konnten hier keine weiteren Ermittlungen durchgeführt werden.

## Späte Jahre
1984 reichten die Ermittlungsergebnisse aus, um Agro wegen versuchten Mordes, Kreditwuchergeschäften und Schutzgelderpressung anzuklagen. Er wurde zu 15 Jahren Freiheitsentzug verurteilt und floh nach Québec, Kanada. Dort wurde er von den kanadischen Behörden gefangen genommen und an die USA ausgeliefert. Agro saß zwei Jahre im Gefängnis. Wegen eines unheilbaren Gehirntumors wurde er 1986 entlassen, und am 11. Februar 1987 bekannte er sich in einer Vernehmung, die im Mount Sinai Hospital in New York durchgeführt wurde, schuldig, gegen das RICO-Gesetz verstoßen zu haben. Noch im selben Jahr starb er.

## In der Kunst
- In Martin Scorseses Mafia-Film Goodfellas stellt Charles Scorsese den Gangster „Vinnie“ dar, der mit Henry Hill die Gefängniszelle teilt und der die Filmfigur Tommy Devito (basierend auf Thomas DeSimone) ermordet. Diese Figur beruht auf Agro.